# 현재완료
현재완료(現在完了, present perfect)는 현재시제(present tense)와 완료상(完了相, perfect aspect)의 문법적 조합으로서, 현재 영향(present consequence)을 가지고 있는 과거 사건(past event)을 표현할 때 사용한다. "I have finished"와 같은 형태를 언급하고자 문법적 맥락에서 특히 현재완료라는 용어를 사용한다. "현재(present)"라는 용어를 사용한 것은 조동사(auxiliary verb)로서 "have"라는 현재시제형 동사를 사용하기 때문이다. "완료(perfect)"라는 용어를 사용한 것은 주요동사(main verb)의 과거분사(past participle)를 조합하여 조동사를 사용하기 때문이다. 다른 완료 구조도 존재한다. 예를 들어 과거완료(past perfect)가 있다. "I had eaten."과도 같다.
영어 이외에 다른 언어에서도 비슷한 구조가 존재하며, 마찬가지로 "현재완료"라는 용어를 사용한다. 독일어에서는 "Perfekt", 프랑스어에서는 "passé composé", 이탈리아어에서는 "passato prossimo"라고 한다. 또한 현재완료는 다른 활용도 있다. 독일어, 프랑스어, 이탈리아어에서는 현재완료 의문형은 최소한 완료된 동작(completed action)에서는 일반적인 과거시제(past tense)로 사용된다.
반면 영어에서는, 여러 맥락에서 사용되는 완료된 동작의 경우, 현재완료보다는 단순과거(simple past) 동사형을 사용한다. 또한 영어는 현재완료 계속형(present perfect continuous form) 혹은 현재완료 진행형(present perfect progressive form)이 있다. 이는 현재시제(present tense)에 완료상(perfect aspect)과 지속상(continuous aspect) 혹은 진행상(progressive aspect)을 조합시킨 것이다. 예를 들어 "I have been eating"과 같다. 동작은 반드시 완료될 필요는 없다. 동사가 상태(state)나 관습적 행동(habitual action)을 표현할 때에도, 기본적 현재완료의 특정 활용이 맞다. (예 : I have lived here for five years.)

## 조동사
현대영어(Modern English)에서, 현재완료를 만드는데 필요한 조동사(auxiliary verb)는 "have" 하나이다. 그러므로 전형적인 현재완료절을 만들 경우,
주어(subject) + 조동사 have/has + 본동사의 과거분사(past participle)
형태를 띤다. 예를 들면 다음과 같다:
- I have done so much in my life.
- You have gone to school.
- He has already arrived in America.
- He has had child after child... (퍼시 비시 셸리(Percy Shelly)의 시, '혼돈의 가면극(The Mask of Anarchy)')
- Lovely tales that we have heard or read... (존 키츠(John Keats)의 시, '엔디미온(Endymion)')

반면, 근세영어(Early Modern English)에서는 "have"와 "be"를 조동사로 사용하였다. have를 사용하면 동작이 완료되는 과정(process)을 강조하지만, be를 사용하면 동작의 완료 후 최종 상태(final state)를 강조한다. be를 사용한 고어 문장의 사례는 다음과 같다.
- Madam, the Lady Valeria is come to visit you. (셰익스피어, 『코리올라누스(The Tragedy of Coriolanus)』)
- Vext the dim sea: I am become a name... (앨프레드 테니슨의 시, '율리시스(Ulysses)')
- I am become Time, destroyer of worlds. (『바가바드 기타(Bhagavad Gita)』)
- Pillars are fallen at thy feet... (리디아 마리아 차일드(Lydia Maria Child), 『카르타고 폐허의 마리우스(Marius amid the Ruins of Carthage)』)
- I am come in sorrow. (조지프 콘래드(Joseph Conrad), 『로드 짐(Lord Jim)』)
- I am come in my Father's name, and ye receive me not (『신약성경』 중 「요한복음」 5장 43절)

다른 유럽어에서도 현재완료에 상응하는 문장을 만들 때 영어 have에 상응하는 조동사를 사용한다. 예를 들어, 독일어는 "haben", 프랑스어는 "avoir", 이탈리아어는 "avere"를 사용한다. 그러나 독일어, 네덜란드어, 덴마크어, 프랑스어, 이탈리아어에서는 영어 be에 상응하는 동사(독일어 "sein", 프랑스어 "être", 이탈리아어 "essere")는 일부 동사들의 현재완료형의 조동사로 사용한다. 스웨덴어, 노르웨이어, 스페인어, 포르투갈어에는 현재완료 조동사로 be를 사용하는 용례는 없다. 영어 be에 상응하는 동사를 현재완료형 조동사로 사용하는 경우는, 대체로 동작이나 상태 변화를 의미하는 자동사(intransitive verb)일 때이다.(예 : arrive, go, fall)

## 영어의 현재완료
1. have/has +p.p.(과거분사) 로 나타낸다.
2. 동작에 대한 정보는 have 뒤에 p.p.(과거분사) 가 제공한다.
3. 명백한 과거를 나타내는 부사 표현과는 함께 쓰지 않는다.(yesterday, ago, 연도, last+명사 X)
4. 동작을 얼마나 경험했는지 또는 현재 막 끝났는지 등으로 해석하는 것도 가능하다.

영어의 현재완료는 주목하는 부분이 완료의 순간(moment of completion)이 아니라 현재 결과(present result)일 때 완료된 과거 행동이나 사건을 묘사하고자 사용한다. 행동이나 사건에 대한 특정한 과거 기간이 정해져 있지 않다. 사건이 발생한 과거 시점이 특정된다면(과거 한 시점, 과거에 끝난 시간), 현재완료가 아닌 단순 과거(simple past)가 사용된다.
시제(tense)는 현재와 과거의 혼합이라고 할 수 있다. 현재와의 강력한 연결을 내포하며, 대화, 편지, 신문, TV나 라디오 기사에서 주로 사용한다.
또한 현재까지 지속되고 있는 현재 진행 중이고나 습관적인 행동에도 사용할 수 있다. 이런 행동은 보통 완료되지 않지만, 현재 시점은 행동을 완료하는 순간이 된다. '얼마나 오래 혹은 어느 때부터 무언가가 실제로 발생하였는가?'를 표현하는데 사용하며, 보통은 "for"나 "since" 같은 시간 표현 전치사와 함께 사용한다("for two years", "since 1995" 등). 그리고 나서, 계속둥인 행동을 묘사할 때, 현재완료 계속형(present perfect continuous form)이 자주 사용된다.
예를 들어, 현재 완료 단순 과거, 현재 완료 계속, 기타 완료형에 관한 기사도 참조할 것

## 스페인어
스페인어 현재완료형은 실제로는 완료상(perfect aspect)을 나타낸다. 표준스페인어(standard Spanish)는 재귀태(reflexive voice)이든 의문형 동사이든 상관없이, 현대영어처럼 'have'에 상응하는 동사 'haber'만이 항상 현재완료 조동사로 사용된다.
- Yo he comido.(I have eaten.)

- Ellos han ido.(They have gone.)

- Él ha jugado.(He has played.)

현대스페인어(modern Spanish)가 영어, 독일어, 프랑스어와 다른 점은, 'haber'가 현재완료형 조동사로만 사용된다는 점이다. 영어 have나 프랑스어 avoir는 현재완료 조동사이자 소유의 의미를 나타내는 일반동사('가지다')로도 사용된다. 그러나 스페인어에서 'haber'는 현재완료 조동사로만 사용되며, '갖다'의 뜻을 나타내는 일반동사로는 'tener'를 사용한다.
아르헨티나(Argentina)와 우루과이(Uruguay)에서 사용하는 리오 플란테세 스페인어(Rio Platense Spanish)는 현재완료형을 거의 사용하지 않는다. 그러나 카스티야 스페인어(Castilian Spanish)에서는 '오늘' 일어나는 사건에 대하여 이야기할 때에도 현재완료형을 사용한다.
예를 들어, '오늘 아침에 늦게 일어나서 밥 먹을 시간을 주지 않았다'고 표현할 때, '일어나다'의 뜻을 가지는 동사 'levantar'의 1인칭 단수 단순과거형(preterite) 'levanté', '주다'라는 뜻의 동사 'dar'의 3인칭 단수 단순과거형 'dio'를 사용하는 대신, 현재완료를 사용한다. 첫번째 사례는 단순과거형을 사용한 용례, 두번째 사례는 현재완료형을 사용한 용례이다.
- [Yo] me levanté tarde y [eso] no me dio tiempo de desayunar.(I woke up late and it gave me not time to-eat-breakfast)

- [Yo] me he levantado tarde y [eso] no me ha dado tiempo de desayunar.(I have woken up late and it has given me not time to-eat-breakfast)

문맥이 주어지지 않는 경우, 첫번째 예시에 대하여 스페인 출신들은 어제 혹은 오래전에 발생한 경우라고 생각한다. 마찬가지로, 카스티야 스페인어를 사용하는 사람들은 직전 과거(immediate past, 바로 잠시 전에 발생한 사건)를 말할 때에도 현재완료를 사용한다. 예를 들어 '뭐라고 했니? 못 들었어.(What did you say? I couldn't hear you.)'라는 문장에 대해, 카스티야어 화자들은 '¿Qué dijiste? No te pude oír.' 대신에, '¿Qué has dicho? No te he podido oír.'라고 말한다.